# 花巻川口町
花巻川口町（はなまきかわぐちまち）は、昭和4年（1929年）まで岩手県稗貫郡にあった町。

## 沿革
- 明治22年（1889年）4月1日 - 町村制施行にともない、里川口村・南万丁目村および高木村の一部（中川原）が合併して花巻川口町が発足。
- 大正12年（1923年）6月1日 - 根子村を編入。
- 昭和4年（1929年）4月10日 - 花巻町と合併し、新制の花巻町の一部となる[1]。

## 交通
- 鉄道省営東北本線 - 駅なし

## 著名な出身者
- 宮澤政次郎 - 宮沢賢治 - 宮沢トシ - 宮沢清六
- 山室機恵子
- 梅津喜八 - 貴族院多額納税者議員